# Cole Swensen
Pour les articles homonymes, voir Swensen.
Cole Swensen, née en 1955 à Kentsfield dans la banlieue de San Francisco dans l'État de la Californie, est une éditrice, poète, traductrice, essayiste et universitaire américaine.

## Biographie

### Formation
Cole Swensen passe son Bachelor of Arts en 1981, et son Master of Arts en 1984 à l'université d'État de San Francisco,.
Elle passe son doctorat Ph.D en littérature comparée à l'Université de Californie à Santa Cruz, en 1994.

### Carrière
Elle a enseigné dans diverses universités comme l'université de l'Iowa(1996/2001), l'Université de Denver(2003/2011), depuis 2012 elle enseigne à l'Université Brown(Providence, Rhode Island).
En 2006, elle obtient une bourse de la John Simon Guggenheim Memorial Foundation,.
Elle a fondé la maison d'éditions La Presse Poetry,.
Son œuvre s'inscrit dans le post-modernisme.
En plus de ses publications, elle rédige divers articles pour des revues littéraires américaines (Cf. section Articles).
Cole Swensen partage son temps entre Paris et Providence (Rhode Island).

### Distinctions
Elle est membre de l'Academy of American Poets.

## Œuvres

### Recueils de poèmes
- 1983, It's Like You Never Left, Isis Press, San Francisco.
- It's Alive She Says, Floating Island Publications, 28 mars 1984, 88 p. (ISBN 9780912449135),
- New Math, New York, William Morrow & Company, 1er mai 1988, 84 p. (ISBN 9780688079680, lire en ligne),
- Park, Floating Island Publications, 1er janvier 1991, 63 p. (ISBN 9780912449401),
- Numen, Burning Deck Books, 1er avril 1995, 78 p. (ISBN 9781886224001),
- Noon, Sun and Moon Press (réimpr. 2003) (1re éd. 1998), 114 p. (ISBN 9781557132871),.
- Try, Iowa City, Iowa, University Of Iowa Press, 1er mars 1999, 92 p. (ISBN 9780877456599),
- Oh, Apogee Press, 15 janvier 2000, 71 p. (ISBN 9780966993752),
- Such Rich Hour, Iowa City, Iowa, University Of Iowa Press, 1er juillet 2001, 126 p. (ISBN 9780877457756),
- Goest, Farmington, Maine, Alice James Books, 1er avril 2004, 84 p. (ISBN 9781882295432, lire en ligne),
- The Book of a Hundred Hands, Iowa City, Iowa, University of Iowa Press, 15 octobre 2005, 148 p. (ISBN 9780877459460, lire en ligne),,
- The Glass Age, Farmington, Maine, Alice James Books, 1er janvier 2007, 92 p. (ISBN 9781882295609, lire en ligne),
- Ours, Berkeley, Californie, University of California Press, coll. « New California Poetry », 1er janvier 2008, 124 p. (ISBN 9780520254640, lire en ligne),
- Ghosts are Hope, Observable Books, 1er janvier 2008, 23 p.,
- Greensward, Brooklyn, état de New York, Ugly Duckling Presse, 1er novembre 2010, 68 p. (ISBN 9781933254654, lire en ligne),
- Noise That Stays Noise, University of Michigan Press, 20 septembre 2011, 168 p. (ISBN 9780472051557),

- Stele, Post Apollo Press, 1er juin 2012, 40 p. (ISBN 9780942996784).

- Gravesend, Berkeley, Californie, University of California Press, coll. « New California Poetry », 17 mars 2012, 100 p. (ISBN 9780520273177, lire en ligne),
- Landscapes on a Train, Nightboat Books, 6 octobre 2015, 64 p. (ISBN 9781937658410),
- Gave, Omnidawn, 7 février 2017, 64 p. (ISBN 9781632430373),
- On Walking On, Nightboat Books, 4 avril 2017, 128 p. (ISBN 9781937658663),
- There Are Girls like Lions  (ill. Karolin Schnoor), Chronicle Books, 5 mars 2019, 99 p. (ISBN 9781452173450),

### Traductions par Cole Swensen
- 2016, Overyellow, de Nicolas Pesquès, Éd. Free Verse Press[13];
- 2014, Winter de Eugénie Paultre[14], co traduit avec Etel Adnan et Simone Fattal[15], Éd. The Post Apollo Press[16]
- 2014, Lazy Suzie de Suzanne Doppelt, Éd. LitmusPress[17];
- 2014, The Posthumous Life of Robert Walser de Jean Frémon, Éd. OmnidawnPress[18],
- 2012, The Invention of Glass, de Emmanuel Hocquard, Éd. Canarium Press[19],
- 2011, The Field is Lethal de Suzanne Doppelt, Éd. Counterpath Press[20]
- 2009, Ouija de David Lespiau,Éd. Héros-‐Limite,2009[21].
- 2009, Fairy Queen de Olivier Cadiot, Éd. Lana Turner Journal Poetry, 2009 /2
- 2009, The Real Life of Shadows de Jean Frémon  Éd. The Post Apollo Press[22],;
- 2007, Physis de Nicolas Pesquès[23],[24], Éd. Parlor Press / Free Verse Éditions[25],
- 2004, Futur, ancien, fugitif de Olivier Cadiot : Future, Former, Fugitive, Éd. Roof Books[26];
- 2004, Kub or de Pierre Alferi : Oxo, Éd. Burning Deck[27],
- 2002, L'Île des morts de Jean Frémon : Island of the Dead, Éd. Green Integer[28],
- 2001, Bayart de Pascalle Monnier[29], Éd. Black Square Éditions[30],
- 1995, Les allures naturelles de Pierre Alferi : Natural Gaits, Éd. Sun & Moon[31],
- 1994, Past Travels de Olivier Cadiot,
- 1994, Interrmittances II de Jean Tortel,

### Traductions françaises
- L'âge de verre, traduction de Glass age par Maïtreyi et Nicolas Pesquès, Corti, 2010
- Si riche heure, traduction de Such Rich Hour par Maïtreyi et Nicolas Pesquès, Corti, 2007
- Nef, traduction de Noon par Rémi Bouthonnier, Les Petits Matins, 2005
- Numen, traduction collective : Royaumont, relue et complétée par Juliette Valéry, Créaphis, 1994[32]
- Parc, traduction de Park par Pierre Alferi, Bordeaux, un Bureau sur l'Atlantique, 2002

### Préfaces
- Les Nuits et les Jours de Déborah Heissler [en collaboration avec l'artiste Joanna Kaiser (Pologne)], préface de Cole Swensen (États-Unis) traduite en français par Virginie Poitrasson, Æncrages & Co, coll. Ecri(peind)re, Baume-les-Dames, 2020.

### Essais
- (en-US) Noise That Stays Noise : Essays, The University of Michigan Press, 9 septembre 2011, 177 p. (ISBN 9780472027712),

### Articles
- (en-US) « Such Rich Hour », Conjunctions, no 32,‎ 1999, p. 144-153 (10 pages) (lire en ligne ),
- (en-US) Susan Howe & Cole Swensen, « A Dialogue », Conjunctions, no 35,‎ 2000, p. 374-387 (14 pages) (lire en ligne ),
- (en-US) « Poetry City », sur Identity Theory, 26 octobre 2004,
- (en-US) « Canon Fodder : A list of poems that should be required reading », sur Poetry Foundation, 23 juin 2006,
- (en-US) Lynn Keller & Cole Swensen, « Singing Spaces: Fractal Geometries in Cole Swensen's "Oh" », Journal of Modern Literature, vol. 31, no 1,‎ 2007, p. 136-160 (25 pages) (lire en ligne ),
- (en-US) « Drowning in a Sea of Love », sur Poetry Foundation, 15 octobre 2008,
- (en-US) « The Hybrid: The Meeting of American Poetry's Extremes », Études anglaises, 2008/2, vol. 61,‎ 2008, p. 136-145 (9 pages) (lire en ligne),
- (en-US) Cole Swensen, Kent Johnson, John Gallaher, Richard Owens & Keith Tuma, « Letterbox », Chicago Review, vol. 56, no 1,‎ printemps 2011, p. 213-226 (14 pages) (lire en ligne ),
- (en-US) « No End is Unplanned », sur Evening Will Come, 31 juillet 2013,
- (en-US) « On Walking On », Conjunctions, no 63,‎ 2014, p. 95-101 (7 pages) (lire en ligne ),
- (en-US) « from "Henry David Thoreau: 'Walking'" », The Kenyon Review, New Series, vol. 37, no 6,‎ novembre-décembre 2015, p. 22-23 (2 pages) (lire en ligne ),
- (en-US) « Re-membering Time in Hejinian’s My Life », Revue française d’études américaines, 2016, vol. 2, no 147,‎ 14 novembre 2016, p. 93-99 (6 pages) (lire en ligne),
- (en-US) « The Quarry », Wallace Stevens Journal,, vol. 40, no 2,‎ 2016, nc (lire en ligne ),
- (en-US) Gilles Tiberghien & Cole Swensen, « From "Amitier" », Conjunctions, no 66,‎ 2016, p. 100-112 (13 pages) (lire en ligne ),
- (en-US) « George Shiras: The Heart Is the Dark », Conjunctions, no 72,‎ mai 2019, p. 124-130 (7 pages) (lire en ligne ),

## Prix et distinction
- 1987, Marin Arts Council creative advancement grant[33]
- 1987 : lauréate du National Poetry Series award[33]
- 1989, Shifting Foundation grant[33]
- 1995, New American Poetry Series award[33]
- 1997 : lauréate du New American Writing Award[34].
- 1998 : lauréate du Iowa Poetry Prize[35],
- 2000 :  lauréate du Poetry Center San Francisco State Book Award[33],
- 2004 : lauréate du PEN USA Award dans la catégorie Literary Translation[36].
- 2005, Pushcart Prize[37]

## Anthologies
- 2014, Mémoire du Moyen Âge dans la poésie contemporaine, Éd.Nathalie Koble et al., Hermann[38].
- 2014, Best American Experimental Writing, Omnidawn[39]
- 2009,Cole Swensen et David St. John, American hybrid : a Norton anthology of new poetry, Éd Paul Hoover, réédition 2013 par W.W. Norton, New York[40].

## Pour approfondir

#### Notices dans des encyclopédies et manuels de références
- (en-US) Scot Peacock, Contemporary Authors, vol. 215, Detroit, Michigan, Gale Cengage, 3 novembre 2003, 449 p. (ISBN 9780787666392, lire en ligne), p. 392-393,
- (en-US) Rosemary M. Canfield Reisman (dir.), Critical Survey of Poetry, vol. 4 : World poets, Pasadena, Californie, Salem Press, 15 janvier 2011, 2419 p. (ISBN 9781587655876, lire en ligne), p. 1931-1934,
- (en-GB) Ian Hamilton & Jeremy Noel-Tod (dir.), The Oxford Companion to Modern Poetry, Oxford, Oxfordshire, Oxford University Press, 1er juillet 2013, 719 p. (ISBN 9780199640256, lire en ligne), p. 602-603,

#### Articles
- (en-US) Lynn Keller, « Poems Living with Paintings: Cole Swensen's Ekphrastic Try », Contemporary Literature, vol. 46, no 2,‎ été 2005, p. 176-212 (37 pages) (lire en ligne ),
- (en-US) Lynn Keller, « Singing Spaces: Fractal Geometries in Cole Swensen's "Oh" », Journal of Modern Literature, vol. 31, no 1,‎ 2007, p. 136-160 (25 pages) (lire en ligne ),
- (en-US) Ashby Kinch, « Re-Visioning History in Cole Swensen's "Such Rich Hour" », Contemporary Literature, vol. 53, no 1,‎ printemps 2012, p. 143-173 (31 pages) (lire en ligne ),